# Tunisia ai Giochi della XXXI Olimpiade
La Tunisia ha partecipato ai Giochi della XXXI Olimpiade, che si sono svolte a Rio de Janeiro, Brasile, dal 5 al 21 agosto 2016, con una delegazione di 61 atleti impegnati in 17 discipline. Portabandiera alla cerimonia di apertura è stato il nuotatore Oussama Mellouli, alla sua quinta olimpiade.
Sono state conquistate tre medaglie di bronzo, rispettivamente nella lotta, nella scherma e nel taekwondo. Per tutte e tre si è trattato della prima medaglia olimpica tunisina in quella disciplina.

## Medaglie

### Medagliere per disciplina
| Sport     | Oro | Argento | Bronzo | Totale |
| --------- | --- | ------- | ------ | ------ |
| Lotta     | 0   | 0       | 1      | 1      |
| Scherma   | 0   | 0       | 1      | 1      |
| Taekwondo | 0   | 0       | 1      | 1      |
| Totale    | 0   | 0       | 3      | 3      |

### Medaglie
| Medaglia | Nome             | Sport     | Evento                         |
| -------- | ---------------- | --------- | ------------------------------ |
| Bronzo   | Marwa Amri       | Lotta     | 58 kg femminile                |
| Bronzo   | Inès Boubakri    | Scherma   | Fioretto individuale femminile |
| Bronzo   | Oussama Oueslati | Taekwondo | 80 kg maschile                 |

## Risultati

### Nuoto
| Atleta           | Evento       | Batterie | Batterie   | Semifinali | Semifinali | Finale          | Finale          |
| Atleta           | Evento       | Tempo    | Classifica | Tempo      | Classifica | Tempo           | Classifica      |
| ---------------- | ------------ | -------- | ---------- | ---------- | ---------- | --------------- | --------------- |
| Ahmed Methlouthi | 400 m libero | 3:52"00  | 35ª        | N.D.       | N.D.       | non qualificato | non qualificato |